# Talcamávida (comuna)
Talcamávida fue una de las comunas que integró el antiguo departamento de Rere, en la provincia de Concepción.
En 1907, de acuerdo al censo de ese año, la comuna tenía una población de 5275 habitantes. Su territorio fue organizado por decreto del 22 de diciembre de 1891, a partir del territorio de las Subdelegaciones 3.° Malvoa, 4.° Talcamávida y 5.° Quilacoya.

## Historia
La comuna fue creada por decreto del 22 de diciembre de 1891, con el territorio de las Subdelegaciones 3.° Malvoa, 4.° Talcamávida y 5.° Quilacoya.
Por decreto del 23 de noviembre de 1892, la comuna fue suprimida de facto al crearse el "territorio municipal de Rere", con territorio de esta comuna y la de San Luis Gonzaga. Sin embargo, por decreto del 26 de diciembre de 1899, se vuelve a crear la comuna de Talcamávida, con los territorios de las subdelegaciones 4.° y 5.°.
Esta comuna fue suprimida mediante el Decreto con Fuerza de Ley N.º 8.583 del 30 de diciembre de 1927, dictado por el presidente Carlos Ibáñez del Campo como parte de una reforma político-administrativa, anexando su territorio a la comuna de San Rosendo. La supresión se hizo efectiva a contar del 1 de febrero de 1928.